# Nicolas Becker (Tontechniker)
Nicolas Becker (* 1970) ist ein französischer Geräuschemacher, Sound Designer und Filmkomponist. Er wurde für seine Arbeit am Film Sound of Metal im Rahmen der Oscarverleihung 2021 ausgezeichnet.

## Leben
Nicolas Becker wurde 1970 geboren. Anfänglich war er ausschließlich als Foley artist, als Geräuschemacher, tätig und reproduzierte dabei alltägliche Soundeffekte und die von den Schauspielern erzeugten Geräusche. Zu den Filmen, bei denen er in der dieser Funktion tätig war, gehören rein europäische Projekte wie Hass von Mathieu Kassovitz, Der ewige Gärtner von Fernando Meirelles und Micmacs – Uns gehört Paris! von Jean-Pierre Jeunet, aber auch internationale Projekte wie Batman Begins von Christopher Nolan und Gravity von Alfonso Cuarón. Dabei arbeitete er überwiegend von Paris aus.
Ab 2000 war Becker auch als Filmkomponist tätig, so für Corps étranger von Raja Amari, Ghost Hunter von Read Andoni und A Prayer Before Dawn – Das letzte Gebet von Jean-Stéphane Sauvaire, ab 2010 dann auch als Sound Designer, auch in leitender Position.
Zudem arbeitet Becker als Berater von F&E-Abteilungen vieler Studios und Unternehmen, die Audiosoftware entwickeln. Er unterrichtet regelmäßig an Filmschulen wie La Fémis in Paris und der NFTS in London. Er ist auch Mitglied der Band Manasonics. Im Sommer 2021 wurde Becker Mitglied der Academy of Motion Picture Arts and Sciences. Gemeinsam mit Quentin Sirjacq komponierte Becker die Filmmusik für Jean-Stéphane Sauvaires Thriller Asphalt City, der im Mai 2023 beim Internationalen Filmfestival von Cannes seine Premiere feiern soll.

## Filmografie (Auswahl)
Als Geräuschemacher / Foley artist
- 1992: Vagabond
- 1995: Hass (La Haine)
- 2002: Der Pianist (The Pianist)
- 2005: Batman Begins
- 2005: Der ewige Gärtner (The Constant Gardener)
- 2008: Hellboy – Die goldene Armee (Hellboy II: The Golden Army)
- 2008: Lass es mich sehen (Je veux voir)
- 2009: Enter the Void
- 2009: Agora – Die Säulen des Himmels (Agora)
- 2009: Micmacs – Uns gehört Paris! (Micmacs à tire-larigot)
- 2010: 127 Hours
- 2012: Goodbye Morocco
- 2012: Cosmopolis
- 2012: The Impossible
- 2013: Gravity
- 2013: Venus im Pelz (La Vénus à la fourrure)
- 2016: Prey
- 2016: Arrival
- 2017: Good Luck (Dokumentarfilm)
- 2018: Suspiria

Als Sound Designer und/oder Supervising Sound Editor
- 2010: Bei mian
- 2011: Lucia Venise
- 2013: 9 mois ferme
- 2014: Die Schöne und das Biest (La Belle et la bête)
- 2015: Mediterranea
- 2015: Der Bodyguard – Sein Letzter Auftrag (Maryland)
- 2015: Disorder
- 2016: Die Welt sehen (Voir du pays)
- 2016: American Honey
- 2019: Sound of Metal
- 2019: Dau
- 2021: Das Versteck (John and the Hole)
- 2021: Cow (Dokumentarfilm)
- 2023: To the North
- 2024: Dahomey (Dokumentarfilm)

Als Filmkomponist
- 2000: Adolescents
- 2003: All die schönen Versprechungen (Toutes ces belles promesses)
- 2009: Lebanon
- 2016: Corps étranger
- 2017: A Prayer Before Dawn – Das letzte Gebet (A Prayer Before Dawn)
- 2018: Joueurs
- 2018: A Son of Man
- 2019: Sound of Metal
- 2021: Earwig
- 2023: Asphalt City
- 2024: Harvest

## Auszeichnungen (Auswahl)
British Academy Film Award
- 2021: Auszeichnung für den Besten Ton (Sound of Metal)

British Independent Film Award
- 2021: Nominierung für den Besten Sound (Cow)

Golden Reel Award
- 2021: Nominierung in der Kategorie Sound Editing – Feature Effects / Foley (Sound of Metal)
- 2021: Nominierung in der Kategorie Sound Editing – Feature Underscore (Sound of Metal)
- 2021: Nominierung in der Kategorie Sound Editing – Feature Dialogue / ADR (Sound of Metal)[9]

London Critics Circle Film Award
- 2021: Nominierung für die Beste technische Leistung – Sounddgesign (Sound of Metal)

Oscar
- 2021: Auszeichnung für den Besten Ton (Sound of Metal)